# Hauteur d'x
 (juillet 2024).
Si vous disposez d'ouvrages ou d'articles de référence ou si vous connaissez des sites web de qualité traitant du thème abordé ici, merci de compléter l'article en donnant les références utiles à sa vérifiabilité et en les liant à la section « Notes et références ».

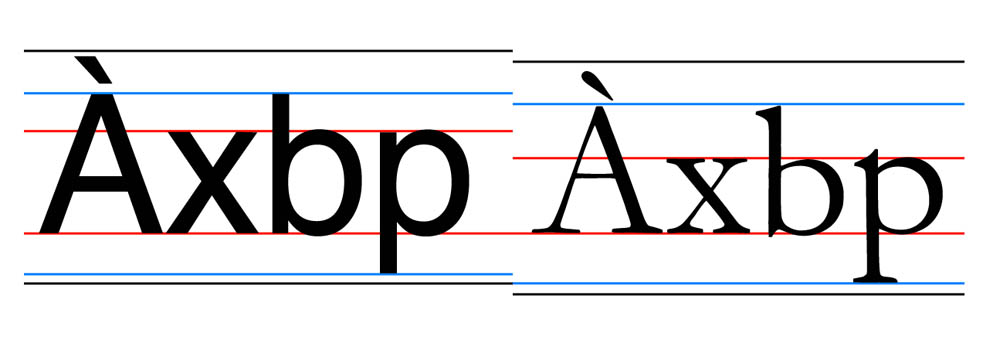
Comparaison entre Helvetica (gauche) et Garamond (droite) pour un même corps (traits noirs) : hauteur d’x (traits rouges), ascendantes et descendantes (traits bleus). Les délimitations du corps sont approximatives car le corps typographique n’apparaît pas dans la composition numérique.

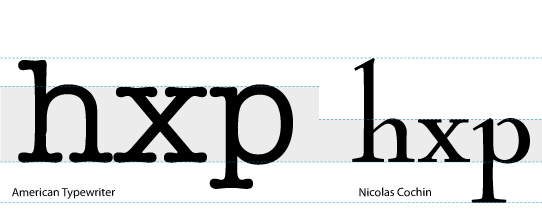
Autre exemple : American Typewriter et Nicolas Cochin.

La hauteur d’x d'une fonte de caractères désigne, en typographie, la hauteur du glyphe du caractère x dans cette fonte. Elle correspond donc à peu près à la hauteur des glyphes des autres bas-de-casse sans ascendantes (fûts) ni descendantes (jambages) : a, c, e, m, n, o, r, s, u, v, w, z. La hauteur d’x est une notion théorique, certaines polices de caractères pouvant présenter des parties dépassant ces lignes ou même, surtout dans des polices fantaisie, ne pas être alignées du tout.

## Définition et utilité
Le caractère x a été choisi pour exprimer cette hauteur parce que c’est le caractère dont les parties inférieure et supérieure de son glyphe sont sur les lignes théoriques qui définissent le plus « visiblement » cette hauteur : la ligne de base et la « ligne médiane » (ou « ligne de hauteur d’x »). Du fait de leurs arrondis inférieurs ou supérieurs, les glyphes des caractères a, c, e, m, n, o, r, s et u peuvent légèrement dépasser ces lignes théoriques, pour des raisons d’équilibre optique.
La hauteur d’x permet de déterminer, lors de la création d’une police de caractères, quelle sera la proportion des ascendantes, des descendantes, la hauteur des capitales éventuellement augmentée des signes diacritiques. Ces proportions sont fonction du style de la lettre : une faible hauteur d’x implique des ascendantes et des descendantes longues ; une hauteur d’x importante facilite la lecture, surtout dans les petits corps.
Comme unité de longueur, la hauteur d’x peut servir à changer l’échelle d’une fonte ou à calculer la hauteur de ligne en fonction de la fonte employée. Les feuilles de style en cascade (CSS) du World Wide Web Consortium nomment cette unité « ex » (hauteur du x bas-de-casse), et on rencontre souvent des directives CSS du type {font-size: 1.2ex; line-height: 1.6ex;} (corps de la fonte à 120 % de la taille de sa hauteur d’x, espace entre deux lignes égal à 160 % de la hauteur d'x).
La hauteur d’x ne doit pas être confondue avec la hauteur d’œil, qui est la hauteur d’un glyphe quelconque.